# Hrušky (powiat Brzecław)
Hrušky – wieś na Morawach, w Czechach, w kraju południowomorawskim. Według danych z 3 lipca 2006 liczba jej mieszkańców wyniosła 1458 osób.
Miejscowość została w znacznej mierze zniszczona w wyniku przejścia tornada wieczorem, 24 czerwca 2021.